# Наставление визиря
Наставление визиря (Предписание о служебных обязанностях верховного сановника) — собирательное название группы древнеегипетских административных текстов, начертанных на стенах усыпальниц визирей Нового царства. Это древнеегипетское литературное произведение жанра «поучения» (sb3 jt') создано в эпоху Второго переходного периода: XIII династия (1802—1640 до н. э.), когда возросло влияние визирей при марионеточных, часто сменяющихся фараонах.

## Содержание
Вначале визирь осматривает и удостоверяется в безопасности дворца, затем вместе с казначеем докладывает фараону о состоянии государства. После визирь в рабочей комнате проводит собрание с подчинёнными. Перечисляются должностные инструкции, инструкции, юридические права визиря, делается акцент на том, что ему необходимо оставаться беспристрастным. Концовка текста повреждена.

## Произведение
«Наставление визиря» относится к литературным произведениям жанра «поучения», а не юридическим документам, хотя остаётся важным материалом для понимания устройства административной службы при дворе. Больше сведений сохранилось о службе уездных наместников и чиновников, чьи гробницы сохранились лучше.
Наставление в гробнице Рехмира исполнено от третьего лица и расписывает протокол, нормы коммуникации, обязанности визиря. При этом, нет документов, свидетельствующих о проверке перечисленных в Наставлении обязанностей и способностей. Если предшествующая автобиографическая часть Рехмира от первого лица оптимистична, то работа визиря названа «неприятной» и «полной желчи». Наставление состоит из нескольких кратких описаний. Из них прослеживается, насколько важную роль визирь играл в тот период.
Предписания визирю («Installation of the Vizier» и «Duties of the Vizier») исходят из уст фараона, призывающего честно нести службу только назначенного визиря. Мотив фараона-учителя и подданных-учеников типичен для официальной литературы Среднего и раннего Нового царств.